# Jörg Mager
Jörg Georg Adam Mager (ur. 6 listopada 1880 w Eichstätt, zm. 5 kwietnia 1939 w Aschaffenburgu) – niemiecki organista, teoretyk muzyki i konstruktor instrumentów muzycznych.

## Życiorys
Początkowo od 1919 roku działał w Berlinie, następnie od 1929 roku w Darmstadcie, gdzie prowadził laboratorium muzyki elektronicznej. W poszukiwaniu instrumentu pozwalającego na produkowanie mikrointerwałów, skonstruował zaprezentowany w 1926 roku na festiwalu w Donaueschingen sferofon (Sphärophon). Instrument ten, służący transponowaniu melodii i harmonii o odległości nie mieszczące się w skali dwunastoipółtonowej, nie znalazł sobie uznania wśród słuchaczy i krytyków, zainteresowali się nim jednak tacy kompozytorzy jak Alois Hába i Paul Hindemith.
Mager łączył eksperymenty elektroakustyczne z zainteresowaniami filozoficznymi, nawiązując do teorii harmonii sfer poszukiwał elektronicznego czystego tonu. Skonstruował zaopatrzone w klawiatury nastawione monofonicznie instrumenty elektroniczne, oparte na zasadzie generowania sygnałów sinusoidalnych: kalejdosfon (Kaleidosphon), elektrofon (Elektrophon) i partyturofon (Partiturophon). Na sferofonie nagrał kilka płyt dla radia we Frankfurcie nad Menem i skomponował muzykę do Fausta Goethego (1932), partyturofon wykorzystany został natomiast do imitowania dźwięku dzwonów podczas wystawienia Parsifala Richarda Wagnera na festiwalu w Bayreuth w 1931 roku. Zmodyfikowanej wersji elektrofonu o nazwie Kurbelsphärophon używał Grigorij Rimski-Korsakow.
W połowie lat 30. został zmuszony przez nazistów do rezygnacji ze wszystkich zajmowanych stanowisk. Zdołał jeszcze skomponować muzykę elektroniczną do filmu Stärker als Paragraphen (1936). Wszystkie skonstruowane przez Magera instrumenty uległy zniszczeniu podczas II wojny światowej.
Opublikował prace Vierteltonmusik (Aschaffenburg 1915) i Eine neue Epoche der Musik durch Radio (Berlin 1924).